# Brenner Autobahn
Brenner Autobahn er en betegnelse for motorvej A13 i Østrig, der forløber fra Innsbruck (hvor den er forbundet med A12) over Brennerpasset til den italienske grænse, hvor den forbindes til den italienske motorvej A22. Motorvejen indgår i europavejsnettet med nummer E45.
Motorvejen blev bygget i 1960'erne og var en af de første bjergmotorveje i verden. Det var en stor teknisk bedrift at føre motorvejen over det 1.350 meter høje bjergpas Brenner, der danner grænsen mellem Østrig og Italien. Motorvejen er på en stor del af strækningen udført med krybespor, når stigningerne kommer over 3 %.
ASFiNAG opkræver en særlig benyttelsesafgift på 8 Euro for kørsel på delstrækningen over Brenner.
De største broer på Brenner Autobahn er:
- Europabrücke (815 m lang). Den næsthøjeste bro i Europa (190 moh)
- Luegbrücke (1.804 m lang).
- Gschnitztalbrücke (674 m lang)

47°00′28″N 11°30′35″Ø / 47.00784°N 11.50959°Ø